# Erl Grej čaj
Erl Grej čaj (engl. Earl Gray tea) je mešavina čaja kojoj je za ukus dodato ulje bergamota. Mirisno ulje kore bergamota je dodato crnom čaju kako bi Erl Grej dobio svoj unikatan ukus.
Tradicionalno, Erl Grej je bio pravljen od crnog čaja kao sto je Kineski kimun i samim tim bilo je predviđeno da se pije bez mleka, ali su kompanije čajeva u međuvremenu krenule da poslužuju Erl Grej sa jačim čajem kao osnovom, kao npr. Cejlonski čaj, uz koje više odgovara da se pije mleko.
Postoje i drugačije varijacije, kao što su zeleni čaj i ulong čaj.

## Istorija
Pretpostavlja se da je mešavina Erl Grej čaja, ili „Erl Grej mešavina”, dobila ime po Čarlsu Greju (Charles Grey), drugom Erl Greju (Earl Grey), britanskom premijeru 1830. i autoru „Reformskog zakona iz 1832”. On je navodno dobio čaj aromatiziran sa uljem bergamota kao poslovni poklon. Čaj zvani "Grey's Tea" postojao je još 1850-ih, ali se za Earl Grey čaj prvi put zvanično čulo u reklamama Charlton & Co. u Londonu 1880-ih. Prema legendi, Kineski birokrata čijeg je sina od davljenja spasio jedan od Lord Grejevih ljudi, u znak zahvalnosti predstavio je ovu mešavinu Erlu 1803. godine. Za ovu priču veruje se da je apokrifna, budući da Lord Grej nikada nije bio u Kini i da je tada korišćenje ulja od bergamota za aromatizovanje čaja bilo nepoznato u Kini. Nezavisno od toga, ova (blago promenjena) priča se navodi na sajtu kompanije Twinings, kao "predstavljeno od strane izaslanika pri svom povratku iz Kine" .
Kompanija Jacksons of Piccadilly tvrdi da je ona izumela Earl Grey čaj, da je Lord Grej dao recept Džordžu Čarltonu (George Charlton), partneru kompanije Robert Jackson & Co. 1830. godine. Prema Džeksonovima, originalni recept je bio u konstantnoj produkciji i nikada nije bio deljen. Njihova receptura bila je osnovana na kineskom crnom čaju od samog početka. Prema porodici Grej, čaj je bio posebno mešan za Lorda Greja, tako da odgovara vodi u Howick Hall-u, porodičnom domu u Nortamberlendu, koristeći isključivo bergamot kako bi izjednačio preovlađujući ukus limete u lokalnoj vodi. Gospođa Grej (Lady Grey) koristila je ovaj čaj u Londonu kao politička hostesa. Čaj je vremenom postao toliko popularan da je Gospođa Grej bila pitana da ga proda drugima, i na taj način je Twinings počeo da ga markira i prodaje kao brend .
Istraživanje iz 2010. pokazalo je da pozamašna manjina u Ujedinjenom Kraljevstvu povezuje pijenje Earl Grey čaja sa višom klasom .

## Priprema
"Earl Grey" kao čaj nije registrovan kao posebna robna marka , već veliki broj kompanija proizvodi svoje verzije Earl Grey čaja, koristeći razne varijacije čajnih listova i aditiva. Bergamot orange (Citrus bergamia) je malo citrusno drvo koje cveta tokom zime i koje se gaji u Kalabriji, Italiji . Za ovo drvo se pretpostavlja da je hibrid Citrus limetta i Citrus aurantium.
Postoje drugačije varijacije čaja poznat kao Lady Grey, dve najpoznatije (Cornflower Lady Grey i Citrus Lady Grey), koje kombinuju Earl Grey čaj sa njivskim različkom (Centaurea cyanus) i seviljskim narandžama, su robna marka kompanije Twinings.
- Napitak „London Fog” je kombinacija Earl Grey čaja, kuvanog mleka i sirupa od vanile.[16]
- Postoje varijacije koje uključuju razno cveće, kao što je na primer jasmin.[17] Mešavina sa dodatim laticama ruže, poznata kao Francuski Erl Grej (French Earl Grey), postala je najpopularnija mešavina u australijskoj prodavnici čaja T2.
- Varijacija poznata kao Ruski Erl Grej (Russian Earl Grey) često sadrži sastojke kao što su kora citrusa i limunova trava kao dodatak uobičajenom crnom čaju i bergamotu.
- Takođe, nekoliko kompanija pravi čaj koji se zove Earl Grey Green ili "Earl Green" čaj, kombinujući listove zelenog čaja umesto tradicionalnog crnog čaja sa aromom bergamota. Slična varijacija zvana Earl Grey White ili "Earl White" čaj kombinuje listove belog čaja sa aromom bergamota.
- Rooibos Earl Grey je varijacija koja koristi južnoamerički biljni čaj kao zamenu za konvencijalnu formu sa crnim čajem.